# Andrés Sandoval
Andrés Mauricio Sandoval Mejía (Bogotá, Bogotá, Colombia, 18 de noviembre de 1981) es un actor colombiano, conocido por participar en producciones como Rosario Tijeras, Las muñecas de la mafia, Tres Milagros, Corazones blindados y La reina del flow.

## Biografía
Andrés Sandoval es un actor y realizador audiovisual colombiano con más de 26 años de experiencia artística y cultural. Ha participado en proyectos teatrales como Voz de Víctor Quesada con el grupo Exilia2 teatro, Mata A Tu Prójimo Como A Ti Mismo  de Jorge Díaz bajo la dirección de Pedro Poveda, Luna de Amaranta Osorio ;bajo la dirección de Alejandro Rodríguez, Ex Antuan de Federico León bajo la dirección de Rubén di Pietro, entre otras. Actualmente interpreta a Edipo de Sófocles en la adaptación de Rodrigo Rodríguez (Ditirambo teatro).
Ha participado también en varias series y telenovelas de éxito a nivel mundial como La Reina Del Flow , Rosario Tijeras ,Tres Milagros ,Corazones Blindados,entre otras . 
En cine ha interpretado personajes como Miguel en Perder Es Ganar Un Poco de Dago García bajo la dirección de Rodrigo Triana, Man in brown en Train Station, Sam en The Owner, proyectos ambos del colectivo internacional The Collab Future Proyect Joven revolucionario en Saluda al diablo de mi parte bajo la dirección de Juan Felipe Orozco, entre otras
Desde hace varios años Andrés ha mostrado sus habilidades como actor, director, guionista y productor con algunos de sus películas independientes y actualmente dirige el departamento de cine de la productora que tiene en conjunto con su esposa Carolina Bermúdez: MAMUT Producciones. Es padre de María Emilia y Francesco, sus mayores adoraciones. Andrés representó a Colombia en el Festival de Cannes con su cortometraje Zmartwychwstanie (Resurrección) y posteriormente en los proyectos largometrajes para The Collab Feature Peoyect a nivel mundial con The Owner como actor y director de actores y Train Station como actor y director, obteniendo múltiples premios entre los que se cuenta el Guinness Récord. Durante este tiempo Andrés ha mostrado sus habilidades como director y guionista con algunos de sus cortos. Hace poco publicó en su cuenta de Twitter el tráiler de su serie El Efecto omega, que ha obtenido una gran respuesta de sus seguidores.

## Filmografía

### Televisión
| Año       | Título                                       | Personaje                                 |
| --------- | -------------------------------------------- | ----------------------------------------- |
| 2019      | Relatos Retorcidos: Conspiración Septembrina | Pedro Carujo                              |
| 2019      | BJ El Propio                                 | Francisco Cruz, maestro de BJ             |
| 2018-2019 | María Magdalena                              | Dimas, El Buen Ladrón                     |
| 2018-2021 | La reina del flow                            | Juan Camilo "Juancho" Mesa                |
| 2018      | Pasada de moda 2 - La edad versátil          | Antonio                                   |
| 2015-2016 | Dulce amor                                   | Martín Guerrero Durán                     |
| 2015      | La esquina del diablo                        | Ángel "Angelito" Velásco                  |
| 2013      | La prepago                                   | David Montero Echeverría                  |
| 2012-2013 | Corazones blindados                          | Subteniente Raúl Ávila                    |
| 2011-2012 | Tres Milagros                                | Fernando "Nando" Rendón                   |
| 2011      | Decisiones extremas                          | Cesar                                     |
| 2010      | Mujeres al limite                            | Gustavo Coprotagónico                     |
| 2010      | Rosario Tijeras                              | Antonio De Bedout                         |
| 2009-2010 | Las muñecas de la mafia                      | Nicolás "Nico" Pérez                      |
| 2009      | Sin retorno                                  | Hugo "Ep16: Tres mil gramos"              |
| 2009      | Sin retorno                                  | Andrés "Ep5: Madre no hay si no una"      |
| 2008      | Novia para dos                               | Nicolás Rugeles                           |
| 2007      | Mujeres al limite                            | Daniel "Ep10: Mercedes virgen"            |
| 2007      | Taxi libre                                   | Vicente                                   |
| 2007      | Tiempo final                                 | Esteban "Cristina" "Ep15: Cruce de rutas" |
| 2006      | Así es la vida                               | Lucho                                     |
| 2005-2006 | Juego limpio                                 | Albeiro Patiño                            |
| 2004      | El vuelo de la cometa                        | Juan Salvador Martínez                    |
| 2003      | La jaula                                     | Tomás                                     |
| 2002-2003 | Historia de hombres solo para mujeres        | Juan / Jorge / Julian / Leo               |
| 2002-2003 | Padres e hijos                               | Vlado - Cantante                          |
| 2001-2002 | Francisco el Matemático                      | Francisco                                 |
| 2001      | Amor sin remedio                             | Alexander                                 |
| 1997-1999 | Juliana, ¡qué mala eres!                     | Javier                                    |
| 1996      | Conjunto cerrado                             | Francisco                                 |
| 1996-1997 | Leche                                        | Alvaro                                    |
| 1996-1997 | Mascarada                                    | Alfonso                                   |
| 1995      | Clase aparte                                 | Víctor                                    |
| 1993      | De pies a cabeza                             | Jairo                                     |
| 1990-1991 | Música maestro                               | Ismael                                    |

## Cine
| Año  | Título                       | Personaje                     | Nota                      |
| ---- | ---------------------------- | ----------------------------- | ------------------------- |
| 2023 | Perder es ganar un poco      | Miguel                        | DGP y Caracol             |
| 2014 | Vida muerte y renacer        | Mateo                         |                           |
| 2012 | Train Station                | Brown man                     | Collab Feature Proyect    |
| 2011 | The Owner                    | Gánster                       | Collab Feature Proyect    |
| 2011 | Saluda al diablo de mi parte | Andrés                        | Santantero Films          |
| 2008 | El VIII Arcano               | Miguel (Traficante de drogas) | Océano films producciones |
| 2007 | Oasis Terminal               | Patricio                      |                           |

## Premios y nominaciones

### Premios India Catalina
| Año  | Categoría                                    | Telenovela o Serie  | Resultado |
| ---- | -------------------------------------------- | ------------------- | --------- |
| 2013 | Mejor actor protagónico de telenovela        | Corazones Blindados | Nominado  |
| 2012 | Mejor actor protagónico de serie o miniserie | 3 Milagros          | Nominado  |
| 2011 | Mejor actor protagónico de serie o miniserie | Rosario Tijeras     | Nominado  |

### Premios Tv y Novelas
| Año  | Categoría                             | Telenovela o Serie  | Resultado ganador |
| ---- | ------------------------------------- | ------------------- | ----------------- |
| 2016 | Mejor actor protagónico de telenovela | Dulce amor          | Nominado          |
| 2013 | Mejor actor protagónico de serie      | Corazones blindados | Ganador           |
| 2012 | Mejor actor protagónico de serie      | 3 milagros          | Nominado          |

### Otros premios
- Actor: MARA en Venezuela a Mejor Actor Protagónico de Serie Extranjera por: Rosario Tijeras
- Director: Festival Internacional de Cine de Bogotá a Mejor Cortometraje por: Zmatwychwstanie (Resurrección)